# Multiplex Manufacturing Company
Multiplex Manufacturing Company ist ein US-amerikanisches Unternehmen und ehemaliger Hersteller von Automobilen.

## Unternehmensgeschichte
Das Unternehmen wurde 1905 in Berwick in Pennsylvania gegründet. Von 1912 bis 1913 sowie von 1953 bis 1954 stellte es Automobile her. Der Markenname lautete Multiplex.
Das Unternehmen ist weiterhin aktiv.

## Fahrzeuge
Ab 1913 gab es den 50 HP, entworfen von F. Bingaman. Sein Vierzylindermotor stammte von Waukesha Engines. Der Radstand betrug 340 cm (134 Zoll). Zur Wahl standen Raceabout, Roadster und Touring. Hiervon entstanden 14 Fahrzeuge. Ein Fahrzeug gewann 1913 ein Straßenrennen. Eine sportliche Ausführung, die nur 216 cm (85 Zoll) Radstand hatte, blieb ein Prototyp.
Fritz Bingaman entwarf 1953 einen Prototyp. Er hatte ein Rohrrahmenfahrgestell, eine Karosserie aus Aluminium und einen Vierzylindermotor von Singer. In der Serienproduktion des nun 186 genannten Fahrzeugs kamen Vier- und Sechszylindermotoren von Willys-Overland bzw. Willys Motor Company zum Einsatz. Zur Wahl standen Coupé und Roadster. Die Karosserien bestanden nun aus Fiberglas und ähnelten den Sportwagen von Cisitalia.